# Burnham (Maine)
Pour les articles homonymes, voir Burnham.
Burnham est une ville américaine située dans le Comté de Waldo, dans le Maine. Selon le recensement de 2020, sa population est de 1 096 habitants.